# Indoor Icerink Qiqihar
Indoor Icerink Qiqihar is een overdekte kunstijsbaan in Qiqihar, Heilongjiang, Volksrepubliek China.
Het ijsstadion werd in 2007 geopend en is anno 2016 een van de zes overdekte kunstijsbanen van China. De vijf andere banen liggen in Changchun, Harbin, Shenyang, Ürümqi en Daqing. Er zijn nog geen internationale wedstrijden gehouden, wel wedstrijden voor de Chinese National Speed Skating Cup.